# Krisztina Fazekas-Zur
Krisztina Fazekas-Zur, in ungarischer Schreibweise Fazekas-Zur Krisztina, (* 1. August 1980 in Budapest) ist eine ungarisch-amerikanische Kanusprinterin, die seit Mitte der 2000er Jahre in den Erfolgslisten zu finden ist.

## Karriere
Sie gewann dreizehn Medaillen bei den Kanu-Weltmeisterschaften, darunter acht Goldmedaillen (K-1 4 × 200 m: 2013, K-4 200 m: 2001, K-4 500 m:  2006, 2013, 2017, K-4 1000 m: 2003, 2007) und fünf Silbermedaillen (K-1 4 × 200 m:  2009, K-4 200 m: 2007, 2009, K-4 500 m: 2007; K-1 1000 m: 2011). Darüber hinaus gewann sie die Goldmedaille bei den Olympischen Sommerspielen 2012 in der Disziplin Viererkajak (K4) 500 m mit Gabriella Szabó, Danuta Kozák und Katalin Kovács für Ungarn und die Goldmedaille bei den Olympischen Sommerspielen 2016 in der Disziplin Viererkajak (K4) 500 m mit Gabriella Szabó, Danuta Kozák und Tamara Csipes.
Krisztina Fazekas-Zur ist mit ihrem Trainer Rami Zur verheiratet, einem ehemaligen Olympia-Kanusportler für Israel und die Vereinigten Staaten. Sie lebt in Kalifornien und vertrat 2011 sportlich die Vereinigten Staaten, nahm jedoch an den Olympischen Sommerspielen 2012 und 2016 für Ungarn teil und gewann dort die Goldmedaille.

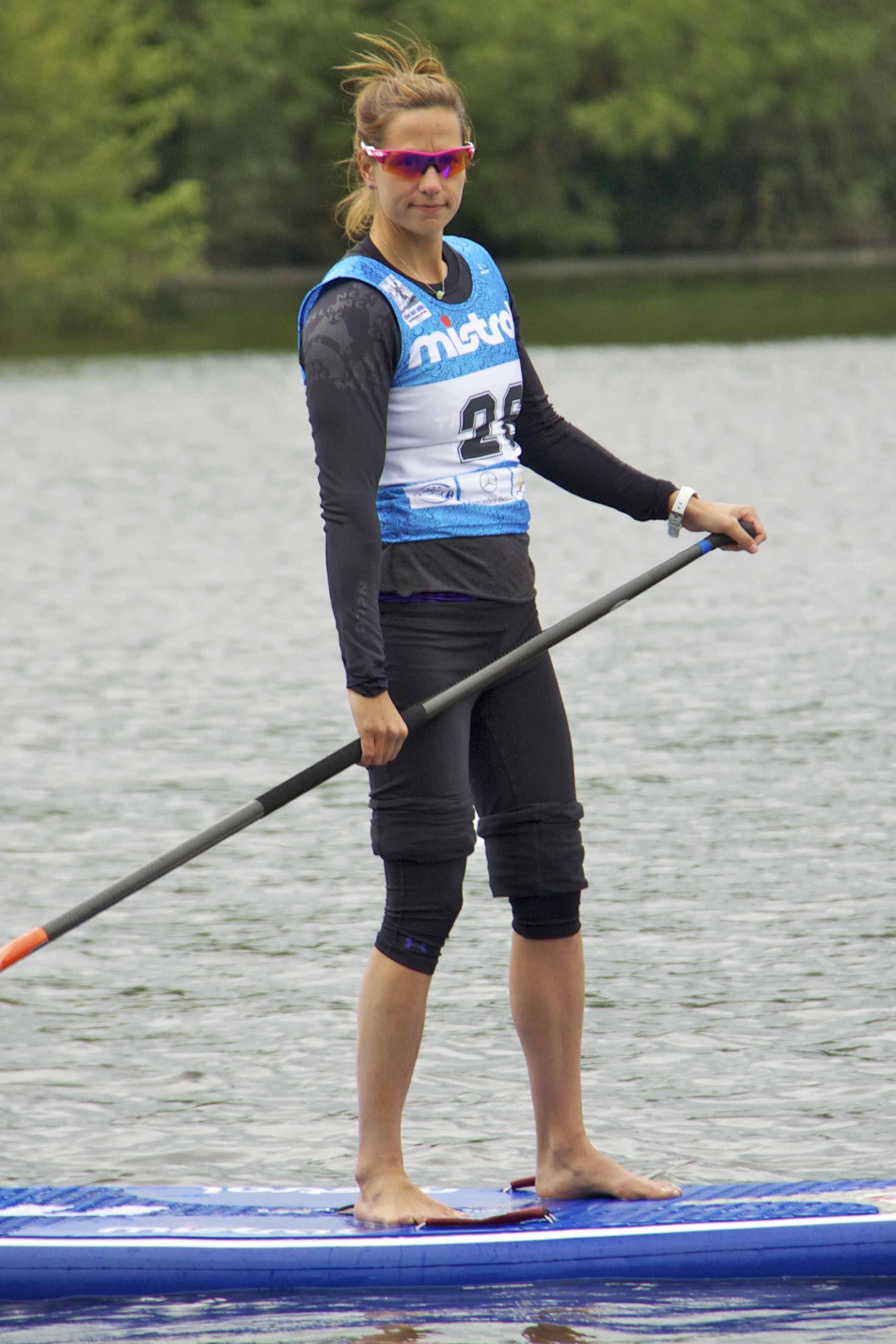
Krisztina Fazekas-Zur beim Stand-Up-Paddling (2013)

Sie nimmt neben den Kanuwettbewerben an Stand-Up-Paddling-Veranstaltungen teil und gewann am 30. Mai 2013 am Kleinen Brombachsee bei der Veranstaltung "Lost Mills" die Kurzstreckendisziplinen über 200 Meter in den Klassen inflatable und open. Beim Langstreckenwettbewerb am 1. Juni 2013 über 18 Kilometer belegte sie den zweiten Rang.